# Lucian Reich (Vater)
Lucian Reich (* 7. Januar 1787 in Dürrheim; † 18. Dezember 1866 in Hüfingen) war ein badischer Oberlehrer aus Hüfingen, der neben der Schule Malerei und besonders Bildhauerei betrieb, aber auch mehrere Unternehmen gründete.

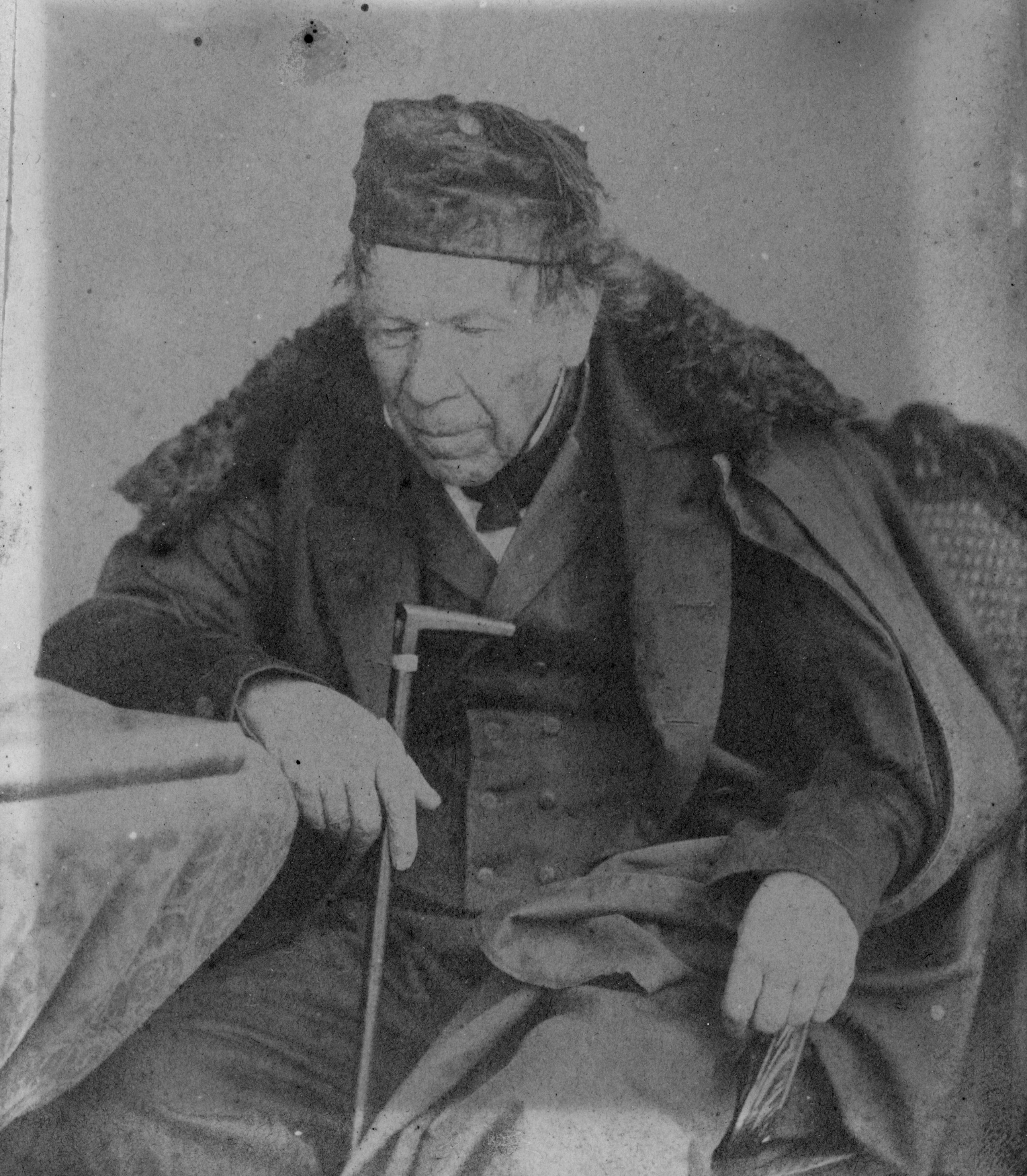
Lucian Reich (Vater), 1787–1866, Lehrer in Hüfingen, Fotografie offenbar um 1865

## Familie
Lucian Reich war der Sohn des herumziehenden Malers, Bildschnitzers und Drechslers Matthias Reich und seiner Ehefrau Anastasia Buck.
Er heiratete am 17. Mai 1813 in Hüfingen Maria Josepha Schelble, eine Schwester des Dirigenten Johann Nepomuk Schelble. Aus dieser Ehe gingen folgende Kinder hervor:
- Franz Joseph Reich (1814–1814)[5][2]
- Franz Xaver Reich (1815–1881), Bildhauer
- Lucian Reich (1817–1900), Maler, Schriftsteller und Lehrer
- Elisabeth Reich (1819–1871),[6] spätere Ehefrau des  Litho- und Fotografen Johann Nepomuk Heinemann.[7]

## Unternehmungen
Neben seinem Schuldienst gründete Lucian Reich eine Gipsmühle, die er später in eine Ziegelei umwandelte, ein Zementwerk, eine Schwarzkalkfabrikation und eine Wollspinnerei. Er gründete zudem die Hüfinger Zeichenschule für Jungen und Mädchen, aus der neben seinen Söhnen und seinem Schwiegersohn weitere Hüfinger Künstler hervorgingen.

## Werk
Lucian Reich malte Exvotobilder, Porträts und Uhrenschilder. Als Bildhauer schuf er zahlreiche Grabdenkmäler und Kirchenarbeiten sowie weitere Werke, darunter die folgenden:
- Bad Dürrheim: Büste des Fürstlich Fürstenbergischen Bergrats Karl Josef Selb (1750–1827), der (zusammen mit Karl Christian von Langsdorfs Sohn Gustav Langsdorf) den Salzstock in Bad Dürrheim fand
- Hüfingen, St. Verena und Gallus, Altartisch aus rotem und weißem Wutach-Alabaster sowie zwei Engel links und rechts vom Tabernakel[9]
- Karlsruhe, Schlosskirche, Kruzifix aus Alabaster